# B’wana Beast
B’wana Beast (Bwana Swahili für „Herr“, beast engl. „Bestie“) ist der Titel einiger Comicpublikationen, die der US-amerikanische Comicverlag DC seit 1967 herausgibt. Die Comics haben die Abenteuer eines amerikanischen Großwildjägers in den afrikanischen Dschungeln und Steppen zum Inhalt.

## Handlung und Hauptfigur
Der Titelheld ist ein Mann namens Mike Payson Maxwell, der von den Bewohnern der Gebiete, in denen er auf die Pirsch geht, nur B’wana Beast gerufen wird. Der Name Bwana ergibt sich dabei aus der Gewohnheit der Afrikaner dieser Jahre – ein Überbleibsel der Kolonialismuszeit – Weiße als Herren oder auf Swahili „Bwana“ zu bezeichnen. Den Spitznamen „Beast“ bekommt Maxwell verliehen, da er anders als die meisten Jäger nicht in Safarianzug und mit Tropenhelm auf die Jagd geht, sondern nach Art der Ureinwohner nur einen Lendenschurz trägt. Hinzu kommt, dass Maxwell zumeist einen futuristischen Helm trägt, der ihm die Fähigkeit verleiht, zwei verschiedene Tiere zeitweise zu einem einzigen schimärenhaften neuen Wesen zu verschmelzen, das seinem Willen gehorcht.
Zwischen seinen Jagden und sonstigen Abenteuern lebt B’wana Beast gemeinsam mit seinem ständigen Begleiter, dem Gorilla Djuba, in einem Versteck auf dem Gipfel des Kilimandscharo.

## Veröffentlichungen
Erfinder der Figur und des Handlungsszenarios von B’wana Beast sowie der Autor der ersten Geschichten, die als eines von mehreren Features in der Anthologieserie Showcase veröffentlicht wurden, war der Amerikaner Bob Haney. Das visuelle Erscheinungsbild von B’wana Beast und seiner Umgebung wurde von dem Zeichner Mike Sekowsky entworfen, der auch die ersten Geschichten um die Figur – gemeinsam mit dem Tuschezeichner Joe Giella – in Showcase ins Bild setzte. Die erste Geschichte um B’wana Beast erschien schließlich im Januar 1967 in Showcase Nr. 66.
Nachdem B’wana Beast aus Showcase nach zwei Ausgaben entfernt wurde, verschwand das Konzept zeitweise. In den 1970er Jahren wurden schließlich neue Geschichten um die Figur in der Serie DC Challenge veröffentlicht, in denen sich das Beast mit Congo Bill, einem anderen Dschungelhelden, zusammentut. In den 1980er und 1990er Jahren wurden schließlich weitere B’wana Beast-Geschichten in der von Grant Morrison verfassten Serie Animal Man publiziert. Dabei trugen die Autoren schließlich den Prozessen der Entkolonialisierung und der Emanzipation der Schwarzafrikaner Rechnung, indem sie Maxwell die Rolle des Beastes zugunsten des Afrikaners Dominic Mndawe abgeben ließen, der zudem den Namen Freedom Beast annahm.
B’wana Beast ist zudem – im US-Original synchronisiert von Peter Onorati – eine der Hauptfiguren der Episode This Little Piggy (2004) der US-amerikanischen Zeichentrickserie Justice League Unlimited.